# Бонин, Томаш
Томаш Бонин (англ. Tomasz Bonin; род. 11 сентября 1973, Тчев, Польша) — польский боксёр-профессионал, выступающий в тяжёлой весовой категории. Действующий чемпион мира по версии Интернационального боксерского Совета (IBC), действующий обладатель титула интернационального чемпиона Польши в тяжёлом весе. Рост — 186 см. Боевой вес — 106 кг. В любителях провёл 168 боёв, одержал 142 победы, неоднократный чемпион Польши в различных возрастных категориях. На международных турнирах особых успехов не добивался.

## Профессиональная карьера
На профессиональном ринге Бонин  дебютировал 3 февраля 2001 года в возрасте 27 лет, большинство боёв провёл в родной Польше. Томаш отличался хорошими физическими данными и имел в своём арсенале сильные удары с обеих рук. Однако несколько «смазанная» ударная техника и недостаточная координированность доставляли польскому боксёру определённые сложности в  поединках с подвижными, выносливыми и мало-мальски умевшими защищаться соперниками. Кроме того, промоутеры Томаша откровенно берегли своего подопечного, и внушительное количество побед в послужном списке Бонина образовалось, в основном, вследствие откровенной слабости большинства его оппонентов в ринге.

### 2001 год
На заре профессиональной карьеры Томаш дрался с завидной частотой. Уже к октябрю он одержал семь побед в семи проведённых поединках и вышел на титульный бой. Его соперником в борьбе за пояс интернационального чемпиона Польши оказался многоопытный немец Марио Шиссер, встречавшийся на своём веку с такими популярными в боксёрском мире фигурами, как  Виталий Кличко, Генри Акинванде и Тимо Хоффманн. По ходу боя преимущество Бонина не вызывало ни малейших сомнений. Стойкому Шиссеру оставалось надеяться лишь на то, что не имевший доселе опыта участия в затяжных поединках Томаш серьёзно устанет в его (поединка) концовке. Мечтам немца не суждено было сбыться – Бонин не сбавил в активности и, по мнению судей, выиграл все без исключения раунды боя. До конца года польский боксёр успел ещё дважды появиться на ринге. Проведя в ноябре «разминочный» бой, Бонин украсил свои рождественские празднества первой успешной защитой завоёванного им чемпионского пояса. Сорокалетний сербский ветеран Зоран Вуечич не смог составить Томашу достойной конкуренции, и был нокаутирован поляком во втором раунде.

### 2002-2003 годы
В 2002 году Бонин появился на ринге только в апреле, зато провёл два боя в течение недели. В следующем месяце Томаш дрался ещё дважды -  и во всех вышеозначенных поединках его соперники неизменно оказывались в нокауте. Как следует размявшись весной, польский тяжеловес не обидел своим вниманием и лето. 22 июня он вторично защитил принадлежащий ему титул интернационального чемпиона Польши, убедительно выиграв у очередного ветерана, бельгийца Дирка Валлина, техническим нокаутом в пятом раунде. А вот осень  2002-го прошла для Бонина далеко не так безоблачно. Бронзовый призёр барселонской Олимпиады-92 Войцех Бартник, соотечественник Томаша, выложил на стол в очном поединке с ним все свои козыри – скорость, лучше отточенную в любительских состязаниях технику и «грязную» манеру ведения ближнего боя, с которой Бонину до той поры практически не приходилось встречаться. Один из судей в итоге посчитал, что усилия предпочитавшего атаковать оппонента с дистанции и чаще попадавшего в цель уроженца Тчева не перевесили активных действий Бартника в ринге, и выставил ничейные очки. Однако двое других арбитров всё же отдали предпочтение Бонину, одержавшему, таким образом, свою шестнадцатую победу в профессиональной карьере. До конца года Томаш увеличил это число на две единицы, а в начале 2003-го в третий раз защитил титул интернационального чемпиона Польши. Экзотический камерунец Леон Нкендзап не продержался против Бонина и двух раундов. Прочие соперники поляка в 2003 году оказались куда более умелыми бойцами. Француз Палати, опытнейший американский джорнимен Гэринг Лэйн, чемпион Чехии Шулган и неплохой белорус Сергей Дычков – эти боксёры сражались против Бонина на протяжении всех оговоренных регламентом боя раундов. Правда, по очкам Томаш выигрывал убедительно. Послужной список польского тяжеловеса, тем  временем, вполне позволял ему рассчитывать на поединки с более серьёзными оппонентами.

### 2004 год
Судя по развитию карьеры Бонина в начале 2004 года, складывалось впечатление,  что ни его команда, ни он сам вовсе не стремятся к прорыву в элиту тяжёлого веса. Но, после убедительных побед над тремя малоизвестными боксёрами, Томаш всё же согласился претендовать на пояс Всемирной боксерской федерации (WBF), принадлежавший в то время известному британцу   Одли Харрисону.

#### 19 июня 2004 годаТомаш Бонин —Одли Харрисон
- Место проведения:  «Александра Пэлас», Лондон, Великобритания
- Результат: Победа Харрисона техническим нокаутом в девятом раунде двенадцатираундового боя
- Статус: Бой за звание чемпиона мира по версии WBF
- Рефери: Джон Кин
- Вес: Бонин – 107,3 кг; Харрисон – 116,1 кг

Разумеется, фаворитом данного поединка считался Харрисон – бой проходил у него на родине, а техническое оснащение британца, Олимпийского чемпиона Сиднея-2000, было на порядок выше. Кроме того, Одли уже встречался на профессиональном ринге с крепкими Эрсисией и Фрэнсисом; подобной оппозицией Томаш похвастаться не мог. Правда, начало боя настроило поклонников поляка на оптимистичный лад. Харрисон явно находился не в оптимальных физических кондициях – недостаточно быстро двигался, а его ударам не хватало скорости и резкости. В целом британец выглядел довольно пассивно;  редко подключал к атакам сильнейшую левую руку, предпочитая, в основном, тревожить Бонина джебом. Томаш, в свою очередь, неплохо рвал дистанцию и гораздо чаще бил, хоть и не всегда попадая в цель. А вот правильно рассчитать силы в примерно равном бою против опытного и мастеровитого соперника поляк не сумел. В девятом раунде Бонин выглядел более уставшим, нежели Харрисон, вследствие чего, вероятно, и пропустил мощную атаку британца. Рефери принял решение остановить бой, невзирая на протесты Томаша и его угла. К тому времени Харрисон вёл на картах всех трёх судей с небольшим перевесом в очках. Решение рефери на ринге об остановке поединка выглядело преждевременным, поскольку Бонин был в состоянии продолжить бой.
Поражение от Харрисона не поколебало решимости Томаша удержать в руках пояс интернационального чемпиона Польши. 1 октября Бонин вновь защитил данный титул, второй раз за профессиональную карьеру одолев по очкам Сергея Дычкова. В ноябре поляк предпринял попытку «завоевать Америку», но организованный для него бой в США с миновавшим порог 40-летия и к тому же проигравшим в семи своих последних поединках Кеном Мерфи провёл на откровенно низком уровне. Равно как и декабрьское рандеву с безвестным немцем Ральфом Пакхайзером, закрепившее за Томашем статус «вечно перспективного» боксёра,  старающегося идти по пути наименьшего сопротивления.

### 2005-2006 годы
В конце 2005 года промоутеры Бонина дали своему подопечному ещё один шанс проявить себя в Мекке профессионального бокса, США, организовав ему бой за звание чемпиона мира по версии Интернационального боксерского Совета (IBC). Противостоять Томашу должен был не хватавший звёзд с неба, но опытный и выносливый доминиканец Фернели Фелиз.

#### 26 ноября 2005 годаТомаш Бонин —Фернели Фелиз
- Место проведения:  «Коперникус Центр», Чикаго, Иллинойс,  США
- Результат: Победа Бонина по очкам единогласным решением судей в двенадцатираундовом бою
- Статус: Бой за звание чемпиона мира по версии IBC
- Рефери: Пит Подгорски
- Счет судей: Лежек Янковяк (116-113, Бонин), Тед Гимза (117-111, Бонин), Джерри Якубцо (116-112, Бонин),
- Вес: Бонин – 99,8 кг; Фелиз – 101,6 кг

К титульному бою Бонин подошёл с минимальным в карьере боевым весом, что стало хорошим подспорьем  в его противостоянии с доминиканцем. Бьющий гораздо слабее польского боксёра, но подвижный, достаточно техничный и прекрасно держащий удар Фелиз оказался крепким орешком. Соперник Томаша грамотно защищался и подчас озадачивал его (Томаша) интересными комбинациями; Бонин же старательно гнул свою линию, прессингуя оппонента увесистыми ударами со средней дистанции. Оба бойца уверенно прошли сложный двенадцатираундовый путь, а победителем судьи единогласно признали поляка. Бонин действительно выглядел лучше в большинстве раундов боя, и по праву завоевал титул.
В мае следующего, 2006 года, Томаш, нокаутировав предварительно двух очередных «разминочных» соперников, вышел защищать свой пояс IBC. Вторым соискателем трофея стал бразильский тяжеловес Аденилсон Лима Дос Сантос, приехавший ради этого боя в Польшу.

#### 26 ноября 2005 годаТомаш Бонин —Аденилсон Лима Дос Сантос
- Место проведения:  «Гала Мозырь», Кетржин, Польша
- Результат: Победа Бонина нокаутом в третьем раунде двенадцатираундового боя
- Статус: Бой за звание чемпиона мира по версии IBC
- Рефери: Бела Флориан
- Вес: Бонин – 106,5 кг; Аденилсон – 107,0 кг

Бразильский боксёр достаточно успешно выступал у себя на родине, а вот турне за пределы Южной Америки неизменно заканчивались для него серьёзными проблемами. Два из трёх поражений, значившихся в послужном списке Аденилсона перед боем с Бонином, претендент на титул IBC потерпел вдали от родных мест. Не стал исключением и данный поединок. Бонин явно превосходил бразильца во всех компонентах боксёрского искусства и легко нокаутировал его уже в третьем раунде.
Более в 2006 году Томаш не предпринимал попыток обратить на себя внимание широкой боксёрской общественности, предпочитая драться с соперниками, не представляющими для него ни малейшей опасности. В ноябре самоуспокоенность и недооценка оппонента чуть было не сыграли с Бонином злую шутку в поединке с дебютантом профессионального ринга словаком Павелом Сильвином. Увлекшийся атакой Томаш пропустил в первом раунде тяжёлый удар от бойца, знакомого лишь с азами боксёрской техники – и оказался в нокдауне. Даже тот факт, что впоследствии Бонин трижды отправлял словака на пол и закончил дело быстрым нокаутом, никак не оправдывает отношения польского боксёра к своей профессии.

### 2007-2008 годы
Весной 2007 года команда Томаша сделал хороший ход по привлечению новой порции внимания к своему подопечному. Бонин рискнул принять вызов поднявшегося из первого тяжёлого веса популярного британского нокаутера, тогдашнего официального претендента на престижнейший титул WBC в своей весовой категории Дэвида Хэя.

#### 27 апреля 2007 годаТомаш Бонин —Дэвид Хэй
- Место проведения:  «Уэмбли Арена», Лондон, Великобритания
- Результат: Победа Хэя нокаутом в первом раунде двенадцатираундового боя
- Статус: Рейтинговый бой
- Рефери: Иан Джон-Льюис
- Вес: Бонин – 104,8 кг; Хэй – 98,4 кг

Вопрос о том, как именно действовать в ринге в бою против подобного соперника, так и остался для Бонина риторическим. Томаш и его наставники наверняка предполагали, что Хэй будет отменно быстр и изобретателен в атаке.  Но в то, что признанная всеми сила удара британца не утратит актуальности и в тяжёлой весовой категории, видимо, до конца не верили, и, как выяснилось, совершенно напрасно. По сути, первая же состоявшая из левого хука и правого прямого чисто дошедшая до головы поляка «двойка» Хэя отправила Бонина в нокдаун. Чуть позже британец повторил тот же номер – и рефери вновь открыл Томашу счёт. Все попытки потрясённого Бонина «отвисеться» на сопернике Хэй пресекал грамотным отходом с последующей новой серией ударов. На исходе второй минуты раунда очередная атакующая комбинация Дэвида, совместившая в себе мощный правый хук в челюсть и не менее убедительный левый боковой, бросила польского боксёра на настил ринга без малейшей надежды с него встать.
После тяжёлого поражения от  Хэя Бонин провёл за полтора года всего три боя, победив в них откровенно слабых бойцов. 29 ноября 2008-го Томаш провёл поединок за звание чемпиона Польши с перспективным соотечественником Анджеем Вавржиком. Уступил единогласным решением судей со счётом 90-100 (дважды), 92-98.